# جو بيفيرلي (كاتبة)
جو بيفيرلي (بالإنجليزية: Jo Beverley)‏ (22 سبتمبر 1947، بلاكبول في المملكة المتحدة - 23 مايو 2016، يوركشاير في المملكة المتحدة)؛ روائية كندية.